# Tonight I'm Getting Over You
"Tonight I'm Getting Over You" é uma canção da artista musical canadense Carly Rae Jepsen, contida no seu segundo álbum de estúdio, Kiss, de 2012. Foi composta pela própria juntamente com Clarence Coffee Jr., Shiloh, Katerina Loules, Lukas Hilbert e Max Martin, sendo produzida pelos dois últimos. A faixa foi lançada como sexto single do disco em 21 de janeiro de 2013. Liricamente, a obra é um hino pós-rompimento, da qual a intérprete canta sobre esquecer seu ex-namorado dançando com outro alguém. A canção ganhou um remix em 6 de maio de 2013 com a participação da rapper norte-americana Nicki Minaj.

## Antecedentes e composição
"Tonight I'm Getting Over You" foi composta por Jepsen, Lukas Hilbert, Max Martin, Clarence Coffee Jr., Shiloh, Katerina Loules. A instrumentação da música é proveniente dos gêneros techno e dubstep, e abre com a artista cantando: "Eu quero acabar seus medos/E embriagar-me com as suas lágrimas/Não compartilhe seu sorriso com ninguém mais além de mim". A cantora aborda seus sentimentos pós-rompimento, como ficar cansada das mentiras de seu namorado e promessas quebradas: "Eu quero tocar o seu coração, eu quero esmagá-lo com minhas mãos/Fazê-lo implorar e chorar, enquanto desiste de todas as mentiras". No verso seguinte, a intérprete proclama: "Sem mais choro para me fazer esquecer/Dançarei até o amanhecer com outro alguém", a sua sonoridade incorpora batidas semelhantes as do LMFAO, enquanto Jepsen canta repetidamente, "Hoje eu vou superar você". Sam Lansky, do Idolator, escreveu que "o tremor na voz de Jepsen no pré-refrão foi um dos momentos pop mais devastadores de 2012."

## Faixas e formatos
| Extended play (EP) digital de remixes |                                                         |         |  |
| N.º                                   | Título                                                  | Duração |  |
| 1.                                    | "Tonight I'm Getting Over You" (Showtek Remix)          | 5:18    |  |
| 2.                                    | "Tonight I'm Getting Over You" (Twice As Nice Remix)    | 3:40    |  |
| 3.                                    | "Tonight I'm Getting Over You" (Reid Stefan Remix)      | 6:06    |  |
| 4.                                    | "Tonight I'm Getting Over You" (Wayne G & LFB Club Mix) | 14:11   |  |
| 5.                                    | "Tonight I'm Getting Over You" (KoKo Club Mix)          | 4:53    |  |

| Download digital: remix |                                                        |         |  |
| N.º                     | Título                                                 | Duração |  |
| 1.                      | "Tonight I'm Getting Over You" (remix com Nicki Minaj) | 4:01    |  |

## Desempenho nas tabelas musicais

### Posições
| Tabela musical (2013)                                         | Melhor posição |
| ------------------------------------------------------------- | -------------- |
| Austrália (ARIA Charts)                                       | 38             |
| Bélgica (Ultratop 50 de Flandres)                             | 6              |
| Bélgica (Ultratop 40 da Valônia)                              | 6              |
| Canadá (Canadian Hot 100)                                     | 88             |
| Dinamarca (Tracklisten)                                       | 27             |
| Escócia (The Official Charts Company)                         | 20             |
| Eslováquia (IFPI Slovenská Republika)                         | 25             |
| Estados Unidos (Billboard Hot 100)                            | 90             |
| Estados Unidos (Hot Dance Club Songs)                         | 25             |
| Estados Unidos (Pop Songs)                                    | 32             |
| França (Syndicat National de l'Édition Phonographique)        | 82             |
| Irlanda (Irish Recorded Music Association)                    | 32             |
| Nova Zelândia (Recording Industry Association of New Zealand) | 40             |
| Países Baixos (MegaCharts)                                    | 44             |
| Reino Unido (UK Singles Chart)                                | 33             |
| Suíça (Schweizer Hitparade)                                   | 74             |

## Histórico de lançamento
| País           | Data                    | Formato          | Gravadora             |
| -------------- | ----------------------- | ---------------- | --------------------- |
| França         | 26 de janeiro de 2013   | Rádio mainstream | Polydor               |
| Estados Unidos | 19 de fevereiro de 2013 | Rádio mainstream | Schoolboy, Interscope |